# Лебедіха
Лебеді́ха (рос. Лебедиха) — селище (колишнє село) у складі Панкрушихинського району Алтайського краю, Росія. Входить до складу Кривинської сільської ради.

## Населення
Населення — 50 осіб (2010; 125 у 2002).
Національний склад (станом на 2002 рік):
- росіяни — 74 %